# Syens
Syens est une commune suisse du canton de Vaud, située dans le district de la Broye-Vully. Citée dès 1018, elle fait partie du district de Moudon entre 1798 et 2007. La commune est peuplée de 165 habitants en 2023. Son territoire, d'une surface de 251 hectares, se situe entre les régions de la Broye et du Jorat.

## Histoire

Photo aérienne (1964).

Le village de Syens est mentionné sous le nom de Ciens en 1018. À cette date, c'est une possession de l'abbaye de Saint-Maurice. Au Moyen Âge, il fait partie d'une seigneurie comprenant aussi les villages de Rossenges et Bressonnaz ayant appartenu aux Cerjat de Moudon, à Henri d'Erlach et d'Urbain Dupont, seigneur de Myans, et Jean Antoine Zehender. Le village fait partie du bailliage de Moudon à l'époque bernoise, de 1536 à 1798, puis du district de Moudon jusqu'en 2007 et du district de la Broye-Vully depuis 2008.

### Héraldique
| Armes de Syens | Les armes de la commune de Syens se blasonnent ainsi : Gironné de gueules et de sinople au cerf d'or passant et brochant, accompagné d'une étoile du même entre ses bois. |

## Géographie

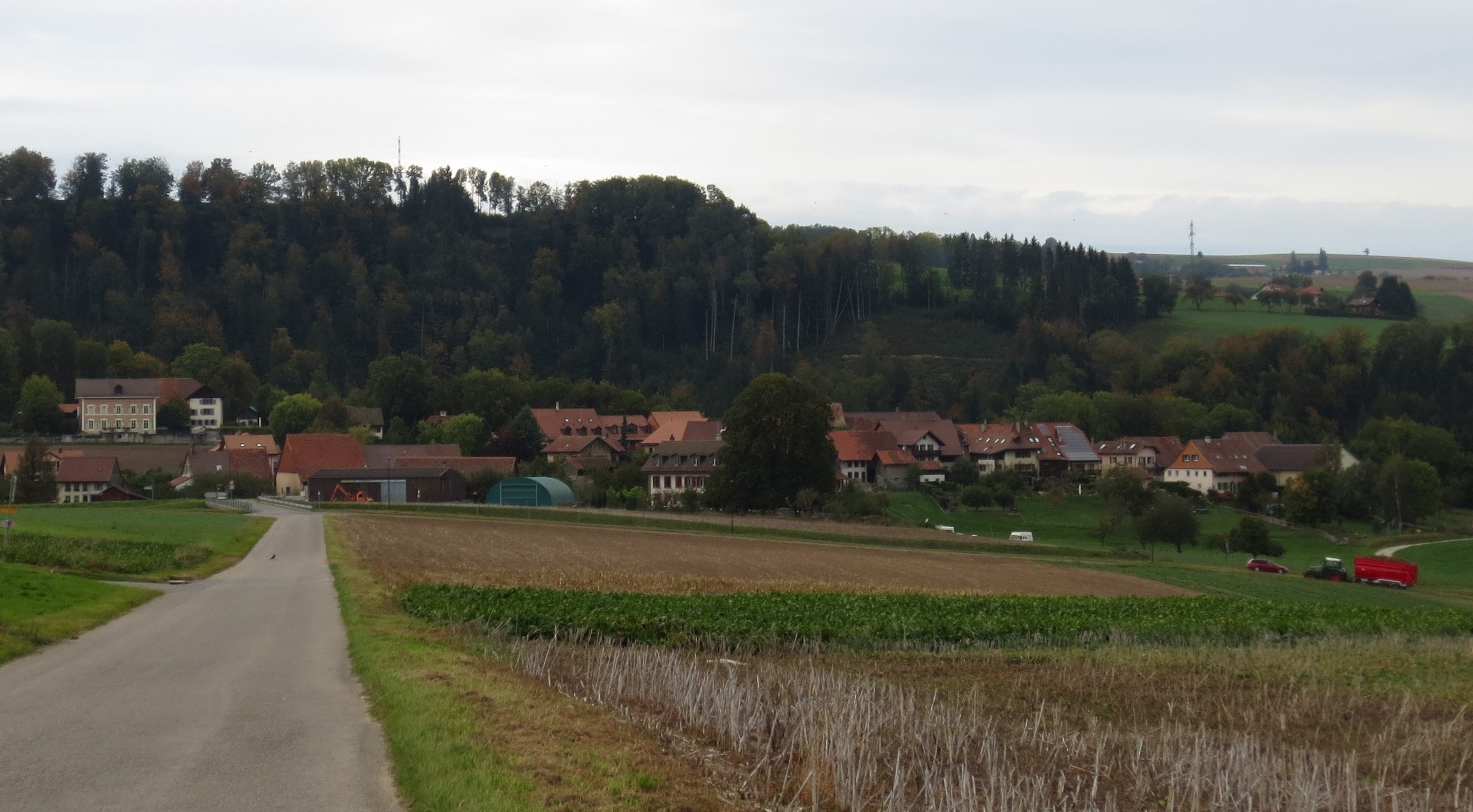
Syens, avec la pente remontant vers Rossenges en arrière-plan.

Jusqu'à sa dissolution, la commune faisait partie du district de Moudon. Depuis le 1er septembre 2008, elle fait partie du nouveau district de la Broye-Vully. Elle a des frontières communes avec Moudon, Vulliens, Vucherens, Hermenches et Rossenges.
Le territoire communal s'étend entre les régions de la Broye et du Jorat, au centre du plateau qui part de la vallée de la Broye en direction du nord. Les frontières naturelles de la commune sont la vallée de la Bressonne au nord et le ruisseau du Carrouge à l'est. Au sud du village de Syens se trouve le bois de Bioley qui, avec 710 mètres d'altitude, est le point culminant de la commune. Au nord, de la Bressonne, le terrain monte doucement jusqu'à la hauteur de 690 au moment où il rejoint le territoire de Rossenges.
Outre le village de Syens, la commune ne compte que quelques exploitations agricoles isolées.

## Population

### Gentilé et surnom
Les habitants de la commune se nomment les Syensois,.
Ils sont surnommés les Coucous.

### Démographie
Syens compte 165 habitants en 2023. Sa densité de population atteint 65 hab./km2.
En 2000, la population de Syens est composée de 59 hommes et 59 femmes. La langue la plus parlée est le français, avec 102 personnes (86,4 %). La deuxième langue est l'allemand (10 ou 8,5 %). Il y a 97 personnes suisses (82,2 %) et 21 personnes étrangères (17,8 %). Sur le plan religieux, la communauté protestante est la plus importante avec 59 personnes (50 %), suivie des catholiques (28 ou 23,7 %). 19 personnes (16,1 %) n'ont aucune appartenance religieuse.
La population de Syens est de 235 habitants en 1850 et baisse lentement jusqu'à atteindre 93 habitants en 1980. Elle remonte ensuite et est de 125 personnes en 2010. Le graphique suivant résume l'évolution de la population de Syens entre 1850 et 2010 :

## Politique
Lors des élections fédérales suisses de 2011, la commune a voté à 38,78 % pour l'Union démocratique du centre. Les deux partis suivants furent le Parti socialiste suisse avec 17,91 % des suffrages et les Verts avec 12,09 %.		
Lors des élections cantonales au Grand Conseil de mars 2011, les habitants de la commune ont voté pour l'Union démocratique du centre à 31,90 %, le Parti libéral-radical à 27,30 %, les Verts à 21,84 %, le Parti socialiste à 10,06 %, le Parti bourgeois démocratique et les Vert'libéraux à 7,47 % et Vaud Libre à 1,44 %.
Sur le plan communal, Syens est dirigé par une municipalité formée de 5 membres et dirigée par un syndic pour l'exécutif et un Conseil général dirigé par un président et secondé par un secrétaire pour le législatif.

## Économie
Jusqu'au milieu du XXe siècle, l'économie communale était principalement tournée vers l'agriculture, l'arboriculture fruitière et l'élevage. Depuis quelques décennies, la plupart des habitants travaillent à l'extérieur de la commune et principalement dans les villes de Moudon et Lausanne ; cette modification s'est accompagnée de la création de quelques entreprises locales ainsi que de celle de l'imprimerie Impressor SA, spécialisée dans l'impression sécurisée, en particulier de timbres poste, de passeports ou de billets de banque.

## Transports
Syens fait partie de la communauté tarifaire vaudoise Mobilis. Le bus des Transports publics de la région lausannoise reliant Lausanne à Moudon s'arrête dans la commune. Le village est aussi desservi par les bus sur appel Publicar, qui sont un service de CarPostal.